# Pawel Iwanowitsch Petrenko-Krittschenko
Pawel Iwanowitsch Petrenko-Krittschenko, russisch Павел Иванович Петренко-Критченко, meist Petrenko-Kritschenko zitiert, (* 27. Junijul. / 9. Juli 1866greg. in Cherson; † 21. Januar 1944) war ein russischer Chemiker.
Petrenko-Kritschenko studierte Chemie an der Neurussland-Universität in Odessa mit dem Abschluss 1888. Von 1891 bis 1893 war er zu einem Studienaufenthalt in Deutschland. Danach lehrte er an der Universität in Odessa, ab 1903 als Professor.
Er befasste sich mit der räumlichen Konfiguration organischer Verbindungen (Stereochemie, zum Beispiel bei der Veresterung), Chemie von Heterocyclen und Cyclisierungsreaktionen. Die Petrenko-Krittschenko-Piperidonsynthese ist nach ihm benannt. Dabei wird Piperidon (das Keton des Piperidin) aus Aldehyden, Acetondicarbonsäureester und Ammoniak (oder primären Aminen) synthetisiert mit einer doppelten Mannich-Reaktion.
1932 wurde er korrespondierendes Mitglied der Sowjetischen Akademie der Wissenschaften.